# فضای سبز شهری

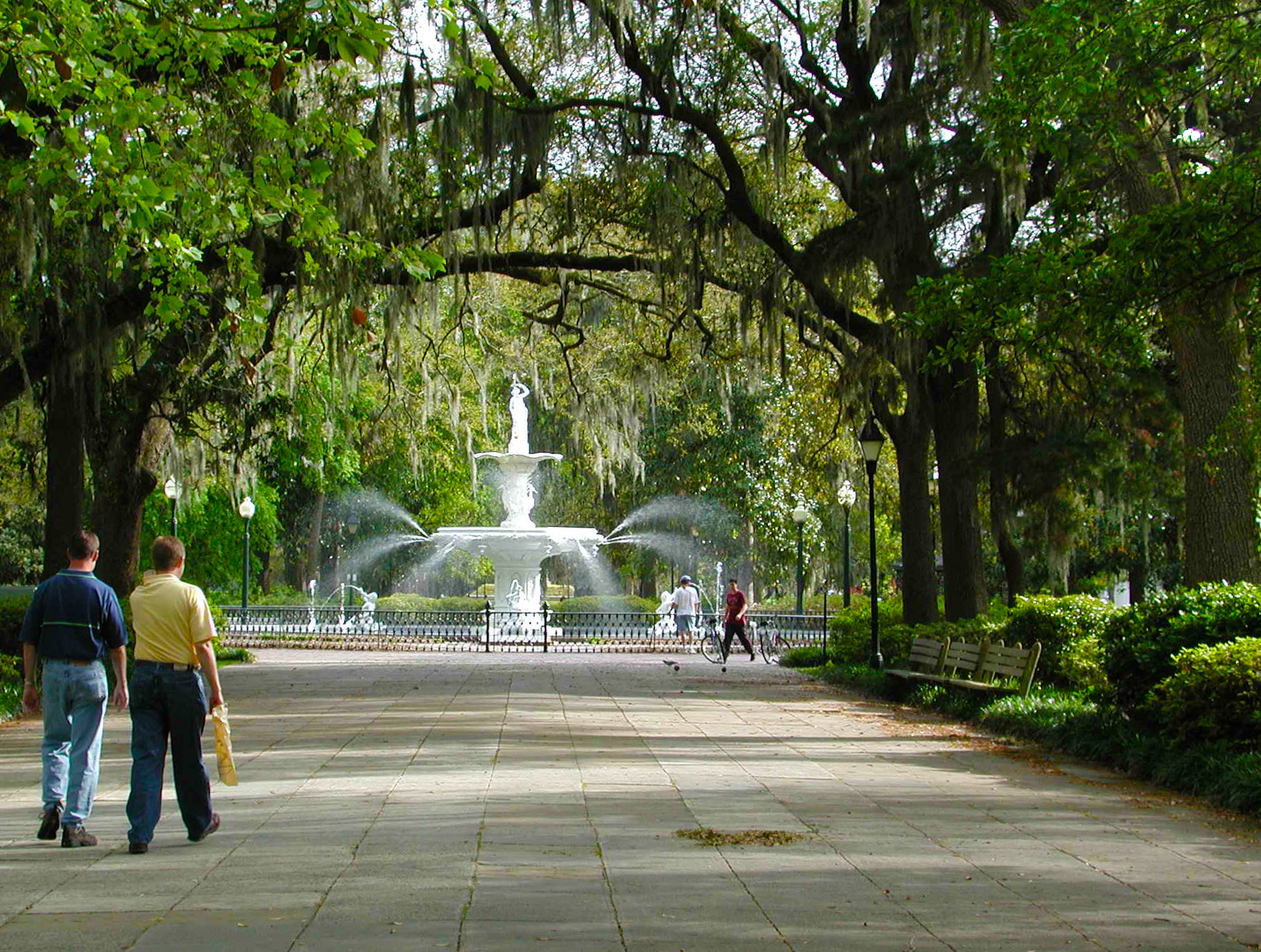
پارک فورسیث یک منطقه فضای باز شهری بزرگ در ناحیه مرکز شهر ساوانا، جورجیا است.

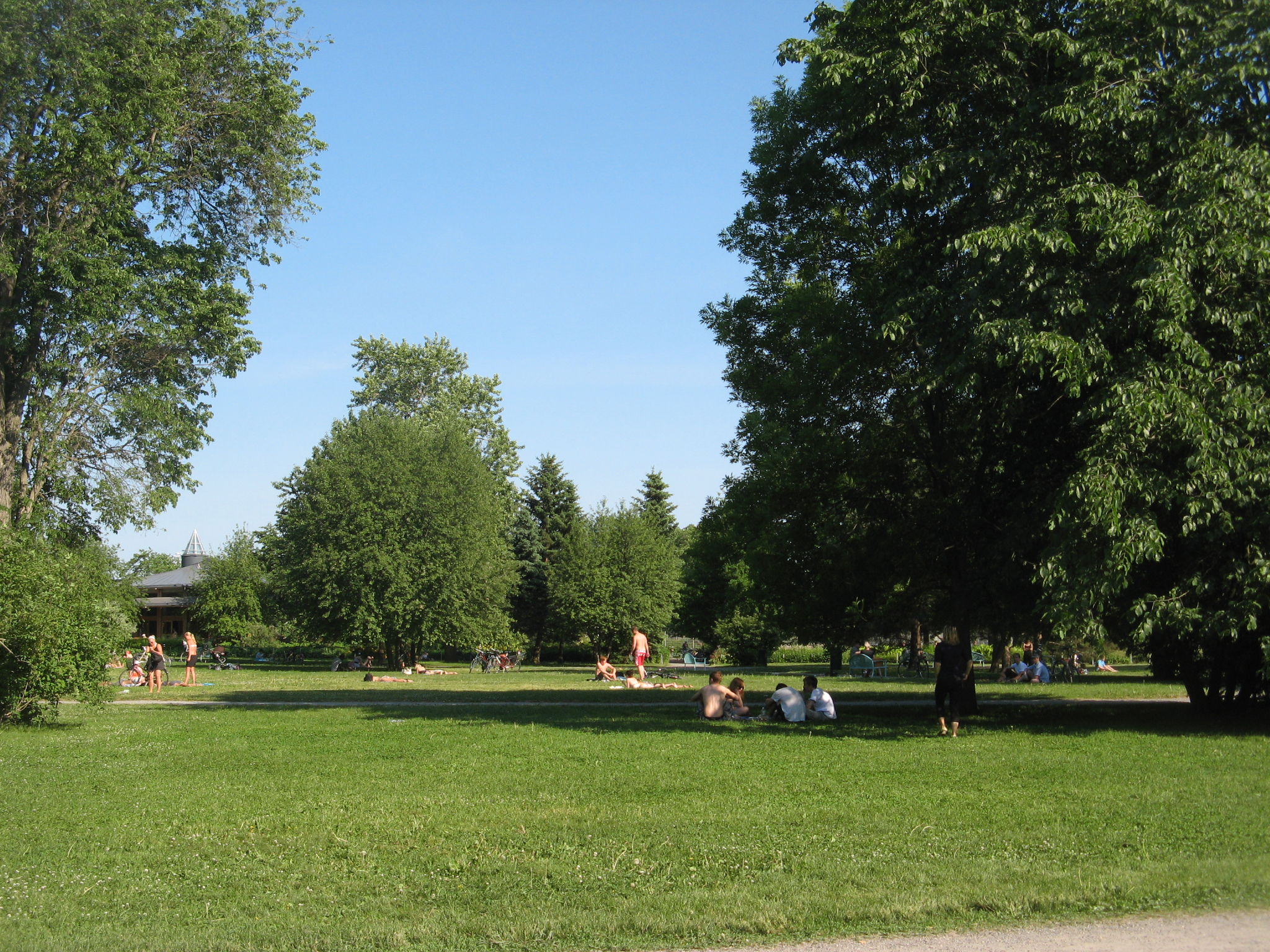
پارک کوپیتا یک منطقه فضای باز شهری بزرگ در تورکو، جنوب غربی فنلاند است. در عین حال، این پارک بزرگ‌ترین و کهن‌ترین پارک فنلاند است.

در برنامه‌ریزی کاربری زمین، فضای سبز شهری، فضای بازی است که برای پارک‌ها و دیگر «فضاهای سبز»، از جمله زندگی گیاهی، آب‌نماها -که به‌عنوان فضای آبی نیز شناخته می‌شود- و سایر انواع محیط‌های طبیعی در نظر گرفته شده‌است. بیشتر فضاهای باز شهری، فضاهای سبز هستند، اما گهگاه شامل انواع دیگری از مناطق باز نیز می‌شوند. چشم‌انداز فضاهای باز شهری می‌تواند از زمین‌های بازی گرفته تا محیط‌های بسیار نگهداری‌شده تا چشم‌اندازهای نسبتاً طبیعی متغیر باشد.